# Hundreds
Hundreds est un jeu vidéo de puzzle pour appareil mobile développé par Semi Secret Software en collaboration avec Greg Wohlwend, sorti sur iOS le 7 janvier 2013, et sur Android plus tard cette même année,,,,.